# Arise O Compatriots, Nigeria's Call Obey
Arise O Compatriots, Nigeria's Call Obey era l'inno nazionale della Nigeria. Il testo è stato scritto da John A. Ilechukwu, Eme Etim Akpan, B. A. Ogunnaike, Sota Omoigui e P.O. Aderibigbe, mentre la musica è stata composta dalla banda della polizia nigeriana diretta da B. E. Odiase. Il brano è stato adottato come inno nel 1978 al posto del precedente Nigeria we hail thee, da cui a sua volta è stato sostituito nuovamente nel 2024.

## Testo
Arise, O compatriots,
Nigeria's call obey
To serve our Fatherland
With love and strength and faith.
The labour of our heroes past
Shall never be in vain,
To serve with heart and might
One nation bound in freedom, peace and unity.
O God of all creation
Direct our noble cause
Guide our leaders right
Help our youth the truth to know
In love and honesty to grow
And live in just and true
Great lofty heights attain
To build a nation where peace
And justice shall reign.

## Traduzione
Alzatevi, o compatrioti,
Obbedite alla chiamata della Nigeria
Per servire la nostra Patria
Con amore, forza e fede.
Il lavoro dei nostri eroi passati
Non sarà mai vano,
Servire con il cuore e la forza
Una nazione destinata a libertà, pace e unità.
O Dio di tutta la creazione
Guida la nostra nobile causa
Guida i nostri leader nel giusto
Aiuta i nostri giovani a riconoscere la verità
A crescere in amore e onestà
E vivere in giustizia e verità
A raggiungere vette eccelse
Per costruire una nazione dove la pace
E la giustizia regneranno.